# My Neighbor Totoro
My Neighbor Totoro (となりのトトロ, Tonari no Totoro, "Mijn Buurman Totoro") is een Japanse animatiefilm uit 1988, uitgebracht door Studio Ghibli. De film won de Animage-prijs "Anime Grand Prix" in 1988. De film is geregisseerd door Hayao Miyazaki, en werd gelijktijdig gemaakt met Grave of the Fireflies, een andere grote productie van studio Ghibli.

## Verhaal
De film My neighbour Totoro begint met de verhuizing van Mei, Satsuki en hun vader, naar een oud (enigszins vervallen) huis op het platteland. Mei en Satsuki verkennen het huis en krijgen schrik van de donkere zolder. Mei ziet de makurokurosuke en slaagt erin een te vangen waardoor haar handen helemaal zwart worden. De oude hospita verklaart dat makurokurosukes in heel oude huizen wonen en vertrekken zodra er mensen in komen. Dit ziet men ook gebeuren.
Mei speelt de volgende dag op zichzelf. Mei ontdekt de witte Totoro die nog poogt onzichtbaar te worden, maar Mei volgt hem. Midden in het bos onder een heel oude boom ontdekt Mei de heel grote Totoro waar zij ook de naam "Totoro" uit zijn gebrul meent op te maken. Mei dommelt weg.
In de tussentijd zijn vader en grote zus Satsuki naar Mei op zoek gegaan, en als die haar uiteindelijk vinden vertelt Mei hen over Totoro. Ze lijken haar niet te geloven en Mei rent hen voor naar de plek waar ze hem ontmoet heeft. Er is echter geen Totoro. Vader verklaart dat ze Mei wel geloven, maar dat je niet altijd geluk kunt hebben.
Dit geluk treft Satsuki wel als ze op een regenachtige avond op vader zijn bus aan het wachten zijn. Totoro komt naast Mei en Satsuki staan en heeft een blad boven zijn hoofd. Satsuki leent hem een paraplu. Totoro geeft Mei en Satsuki een bundeltje met zaden en even later stapt Totoro de katbus in, met paraplu. Daarna komt vader met een andere bus aan, hij had de eerdere bus gemist.
Mei en Satsuki bezoeken met hun vader hun zieke moeder in het ziekenhuis. Zij is al geruime tijd ziek, en schrijft vaker brieven met de kinderen.
Mei en Satsuki planten de zaden en houden iedere dag de voortgang van de planten bij. Op een avond ontdekken Satsuki en Mei drie Totoro's die rond hun geplante zaadjes een soort rituele dans uitvoeren. De meisjes doen mee en al snel ontspringen de planten. Er volgt een vlucht met Totoro en ze eindigen in een boom terwijl Totoro een soort fluit speelt. De volgende ochtend blijken de zaadjes maar een beetje uitgekomen.
Wanneer Mei denkt dat haar moeders toestand is verslechterd, wil ze te voet naar het ziekenhuis gaan om haar te bezoeken. Ze verdwaalt onderweg. Satsuki vraagt om Totoro’s hulp om haar terug te vinden. Hij roept de katbus op, en samen vinden ze haar. Ze reizen vervolgens naar het ziekenhuis en horen daar dat hun moeder juist beter wordt.
Tijdens de aftiteling ziet men dat de moeder van Mei en Satsuki terug naar huis keert.

## Rolverdeling
| Acteur            | Personage                                | Nederlandstalige versie |
| ----------------- | ---------------------------------------- | ----------------------- |
| Noriko Hidaka     | Satsuki Kusakabe                         | Nicole van Dorp         |
| Chika Sakamoto    | Mei Kusakabe                             | Fien van Doesburg       |
| Shigesato Itoi    | Tatsuo Kusakabe (vader)                  | Peter van Rooijen       |
| Sumi Shimamoto    | Yasuko Kusakabe (moeder)                 | Anneke Beukman          |
| Toshiyuki Amagasa | Kanta                                    | Olivier Banga           |
| Tanie Kitabayashi | De oude hospita (in de film meestal oma) | Lucie de Lange          |
| Hitoshi Takagi    | Totoro                                   | Simon Zwiers            |
| Hitoshi Takagi    | Katbus                                   | Simon Zwiers            |

Een detail is dat de namen Satsuki en Mei in principe dezelfde naam zijn; Satsuki is namelijk de oude Japanse naam voor de maand mei, en Mei is een moderne uit het Engels afgeleide vorm. (De meest gebruikte naam voor de maand mei in het Japans is echter gogatsu (5月), wat simpelweg de vijfde maand betekent.)

## Achtergrond

### Productie
De regie voor het tekenwerk van My Neighbor Totoro was in handen van Kazuo Oga. Hij raakte bij de film betrokken toen Hayao Miyazaki hem een originele afbeelding van Totoro liet zien. De film betekende de start van Oga’s carrière op het gebied van anime. Oga’s tekenstijl voor My Neighbor Totoro werd door de International Herald Tribune erkend als een "[update] van de traditionele Japanse animestijl van een natuurlijke wereld".
De rest van de regie was in handen van Hayao Miyazaki. Hij begon met de productie van de film na Nausicaä of the Valley of the Wind (1984) en Castle in the Sky (1986). De productie van de film liep parallel aan die van Grave of the Fireflies, een film van Miyazaki’s collega Isao Takahata.

### Uitgave
In 1993 bracht 20th Century Fox de eerste Engelstalige versie van My Neighbor Totoro uit. Deze werd geproduceerd door John Daly en Derek Gibson (de producers van The Terminator). Hun recht op de film verliep in 2004. In 2005 kwam Disney met een nieuwe Engelstalige versie van de film. Deze ging in première op het Hollywood Film Festival.
Net als bij andere Disney-vertalingen van Miyazakifilms werden bekende acteurs ingezet voor de Engelstalige stemmen. Onder andere Dakota Fanning, Elle Fanning, Timothy Daly, Pat Carroll, Lea Salonga en Frank Welker werkten mee aan de film.
In 2020 maakte Netflix bekend dat ze het exclusieve Europese streaminguitzendrecht hadden verworven over 21 Studio Ghibli films. Speciaal hiervoor zijn meerdere films, waaronder My Neighbor Totoro nagesynchroniseerd in het Nederlands, Duits en Frans.

### Ontvangst
De film ontving positieve reacties. Rotten Tomatoes gaf de film een 87% score. Ook veel filmcritici waren te spreken over de film, waaronder Roger Ebert van de Chicago Sun-Times.
My Neighbor Totoro hielp om Japanse animatiefilms wereldwijd bekend te maken, en maakte Hayao Miyazaki ook buiten Japan bekend. Het centrale personage uit de film, Totoro, werd na uitkomst van de film net zo populair onder Japanse kinderen als bijvoorbeeld Winnie-the-Pooh bij Britse kinderen.

### Spin-offs
In mei 1988 publiceerde Tokuma een reeks van vier ani-manga-boeken gebaseerd op de film. De serie werd ook in het Engels vertaald door Viz Media. Viz bracht tevens een plaatjesboek over de film uit voor jongere lezers.
In 2003 verscheen de 13 minuten durende special Mei and the Kittenbus (めいとこねこバス, Mei to Konekobasu), dat een vervolg vormt op de film. Het toont het personage Mei wanneer ze er op een avond op uittrekt met de kittenbus, een kind van de katbus, en andere op katten gebaseerde voertuigen. De special werd geschreven en geregisseerd door Miyazaki.

### Filmmuziek
De muziek van My Neighbour Totoro werd aanvankelijk uitgebracht in Japan op 1 mei 1988 door Tokuma Shoten.
1. "Stroll (The Opening Theme Song)" (さんぽ, Sanpo) (Azumi Inoue)
2. "The Village in May" (五月の村, Gogatsu no Mura)
3. "A Haunted House!" (オバケやしき!, Obakeyashiki!)
4. "Mei and the Traveling Soot" (メイとすすわたり, Mei to Susuwatari)
5. "Evening Wind" (夕暮れの風, Yugure no Kaze)
6. "Not Scared" (こわくない, Kowakunai)
7. "Let's Go to the Hospital" (おみまいにいこう, Omimai ni Ikō)
8. "Mother" (おかあさん, Okaasan) (Inoue)
9. "A Little Monster" (小さなオバケ, Chiisana Obake)
10. "Totoro" (トトロ, Totoro)
11. "The Huge Tree in the Tsukamori Forest" (塚森の大樹, Tsukamori no Taiju)
12. "A Lost Child" (まいご, Maigo) (Inoue)
13. "The Path of Wind (Instrumental)" (風のとおり道, Kaze no Torimichi)
14. "A Drenched Monster" (ずぶぬれオバケ, Zubunure Obake)
15. "Moonlight Flight" (月夜の飛行, Tsukiyo no Hikō)
16. "Mei is Missing" (メイがいない, Mei ga Inai)
17. "Catbus" (ねこバス, Nekobasu)
18. "I'm So Glad" (よかったね, Yokattane)
19. "My Neighbor Totoro (The Ending Song)" (となりのトトロ, Tonari no Totoro)
20. "Stroll" (さんぽ(合唱つき), Sanpo) (Inoue and Suginami Children's Choir)

## Prijzen en nominaties
| jaar | prijs                  | categorie                                     | genomineerde(n) | uitslag     |
| ---- | ---------------------- | --------------------------------------------- | --------------- | ----------- |
| 1989 | Blue Ribbon Award      | Special award                                 | Hayao Miyazaki  | gewonnen    |
| 1989 | Kinema Junpo Award     | Beste film                                    | Hayao Miyazaki  | gewonnen    |
| 1989 | Kinema Junpo Award     | Readers' Choice Award voor Beste Japanse film | Hayao Miyazaki  | gewonnen    |
| 1989 | Mainichi Film Concours | Beste film                                    | Hayao Miyazaki  | gewonnen    |
| 1989 | Mainichi Film Concours | Ofuji Noburo Award                            | Hayao Miyazaki  | gewonnen    |
| 1995 | Saturn Award           | Best Genre Video Release                      | -               | genomineerd |